# Élections législatives de 1951 dans les Pyrénées-Orientales
Les élections législatives françaises de 1951 se tiennent le 17 juin. Ce sont les deuxièmes élections législatives de la Quatrième République.

## Mode de scrutin
Représentation proportionnelle plurinominale suivant la méthode du plus fort reste dans 103 circonscriptions, conformément à la loi des apparentements : les listes qui se sont « apparentées » avant l'élection remportent tous les sièges de la circonscription si leurs voix ajoutées obtiennent la majorité absolue des suffrages exprimés. Il y a 629 sièges à pourvoir.
Le vote préférentiel est admis. 
Dans le département des Pyrénées-Orientales, trois députés sont à élire.

## Candidats

### Liste d'Union républicaine, résistante et antifasciste présentée par le PCF
| N° | Candidats | Candidats       | Parti | Principales fonctions                                                                                  |
| -- | --------- | --------------- | ----- | --- |
| 01 |           | André Tourné    | PCF   | Viticulteur, député sortant, Villelongue-de-la-Salanque, conseiller général du canton de Perpignan-Est |
| 02 |           | Léo Figuères    | PCF   | Ouvrier typographe, ancien député                                                                      |
| 03 |           | Fernand Cortale | PCF   | Commerçant, conseiller municipal de Perpignan, Médaille de la Résistance                               |

### Liste du Rassemblement des groupes républicains et indépendants français
| N° | Candidats | Candidats                     | Parti | Principales fonctions                                                    |
| -- | --------- | ----------------------------- | ----- | ------------------------------------------------------------------------ |
| 01 |           | Arthur Conte (Bernard Orsang) | RGRIF | Journaliste et écrivain, propriétaire viticulteur, maire de Salses       |
| 02 |           | Paul Cervello                 | RGRIF | Ingénieur, négociant en matériaux de construction, maire de Port-Vendres |
| 03 |           | André Jammes                  | RGRIF | Propriétaire viticulteur à Banyuls-dels-Aspres                           |

### Liste du Parti radical-socialiste et du Rassemblement des gauches républicaines
| N° | Candidats | Candidats        | Parti   | Principales fonctions                                        |
| -- | --------- | ---------------- | ------- | ------------------------------------------------------------ |
| 01 |           | François Delcos  | Radical | Député sortant, ancien Secrétaire d'État, notaire, Perpignan |
| 02 |           | René Argelliès   | Radical | Médecin, adjoint au maire de Perpignan                       |
| 03 |           | Sylvain Maillols | Radical | Agriculteur, ancien déporté, maire de Corbère                |

### Liste du Parti socialiste SFIO
| N° | Candidats | Candidats         | Parti | Principales fonctions                                |
| -- | --------- | ----------------- | ----- | ---------------------------------------------------- |
| 01 |           | Léon-Jean Grégory | SFIO  | Avocat, sénateur, conseiller général, maire de Thuir |
| 02 |           | Henri Guitard     | SFIO  | Avoué, maire de Céret                                |
| 03 |           | Fernand Olive     | SFIO  | Propriétaire                                         |

### Liste du Rassemblement du peuple français
| N° | Candidats | Candidats        | Parti | Principales fonctions         |
| -- | --------- | ---------------- | ----- | ----------------------------- |
| 01 |           | Paul Junquet     | RPF   | Adjoint au maire de Perpignan |
| 02 |           | Germain Dauriach | RPF   | Fonctionnaire                 |
| 03 |           | Pierre Boniface  | RPF   | Viticulteur                   |

### Liste de défense des libertés
| N° | Candidats | Candidats          | Parti                | Principales fonctions    |
| -- | --------- | ------------------ | -------------------- | ------------------------ |
| 01 |           | François Cassagnes | Défense des libertés | Industriel               |
| 02 |           | Luc Falaize        | Défense des libertés | Propriétaire, publiciste |
| 03 |           | Paul Corazzi       | Défense des libertés | Agent d'usines           |

### Liste du Mouvement républicain populaire
| N° | Candidats | Candidats        | Parti         | Principales fonctions    |
| -- | --------- | ---------------- | ------------- | ------------------------ |
| 01 |           | Antoine Garrigue | Divers centre | Propriétaire viticulteur |
| 02 |           | Joseph Bombes    | MRP           | Propriétaire viticulteur |
| 03 |           | Marc Dulac       | MRP           | Avocat, Perpignan        |

### Liste de l'Union démocratique et socialiste de la résistance
| N° | Candidats | Candidats            | Parti | Principales fonctions                                  |
| -- | --------- | -------------------- | ----- | ------------------------------------------------------ |
| 01 |           | Pierre Denis         | UDSR  | Avocat                                                 |
| 02 |           | Louis Assandri       | UDSR  | Artisan commerçant, Perpignan                          |
| 03 |           | M. Durrieu de Madron | UDSR  | Docteur en médecine, conseiller municipal de Perpignan |

## Élus
| Député sortant  | Parti | Parti   | Député élu ou réélu | Parti | Parti      |
| --------------- | ----- | ------- | ------------------- | ----- | ---------- |
| André Tourné    |       | PCF     | André Tourné        |       | PCF        |
| Louis Noguères  |       | SFIO    | Arthur Conte        |       | RGRIF-SFIO |
| François Delcos |       | Rad soc | François Delcos     |       | Rad soc    |

## Résultats

### Résultats à l'échelle du département
- Deux apparentements ont été conclus dans le département.
- Premier apparentement fait par les listes du RGRIF, RGR-Rad, de la SFIO et du MRP.
- Le deuxième apparentement est conclu entre les listes du RPF et de Déf. lib.
- Leurs voix cumulées de chaque apparentement représentant moins de 50% des exprimés, les sièges sont répartis à la proportionnelle entre tous les partis.
- Le score de l'apparentement est considéré comme celui d'une liste pour la répartition générale, ensuite la répartition interne des sièges entre apparentées se fait également à la proportionnelle.

| Parti    | Parti      | Tête de liste      | Résultats | Résultats | Sièges |  |
| Parti    | Parti      | Tête de liste      | Voix      | %         |        |  |
| -------- | ---------- | ------------------ | --------- | --------- | ------ |  |
|          | PCF        | André Tourné       | 37 525    | 35,29     | 1      |  |
|          | RGRIF *    | Arthur Conte       | 16 759    | 15,76     | 1      |  |
|          | RGR-Rad *  | François Delcos    | 15 408    | 14,49     | 1      |  |
|          | SFIO *     | Léon-Jean Grégory  | 10 486    | 9,86      | 0      |  |
|          | RPF °      | Paul Junquet       | 10 383    | 9,77      | 0      |  |
|          | Déf. lib ° | François Cassagnes | 7 813     | 7,35      | 0      |  |
|          | MRP *      | Antoine Garrigue   | 6 091     | 5,73      | 0      |  |
|          | UDSR       | Pierre Denis       | 747       | 0,70      | 0      |  |
|          |            |                    |           |           |        |  |
| Inscrits | Inscrits   | Inscrits           | 138 256   | 100,00    | 3      |  |
| Votants  | Votants    | Votants            | 108 388   | 78,40     |        |  |
| Exprimés | Exprimés   | Exprimés           | 106 330   | 98,10     |        |  |